# Irritació
|  | No s'ha de confondre amb Irritabilitat o estat anímic. |

En el camp de la medicina i la biologia una irritació  és un estat inflamatori o una reacció dolorosa de l'organisme causats principalment per algun tipus d'al·lèrgia a agents químics o a altres estímuls (p.e.:la calor o la llum ultraviolada). Es pot patir una irritació a diferents parts del cos: als ulls, al nas, als intestins (colon irritable), a la pell…
La irritació de la pell (o prurigen), acompanyada o no de pruïja, es considera un problema important a la societat

## Etiologia
Els mecanismes que causen una irritació, on hi participen (normalment) les citocines, són de diversos tipus. Les principals causes d'aquests estats anòmals són els aliments ingerits, els objectes amb què s'entra en contacte, la qualitat de l'aire o alguns tipus de malaltia